# Sans-Vallois
Sans-Vallois is een gemeente in het Franse departement Vosges (regio Grand Est) en telt 120 inwoners (2009). De plaats maakt deel uit van het arrondissement Épinal.

## Geografie
De oppervlakte van Sans-Vallois bedraagt 4,5 km², de bevolkingsdichtheid is dus 26,7 inwoners per km².
De onderstaande kaart toont de ligging van Sans-Vallois met de belangrijkste infrastructuur en aangrenzende gemeenten.

## Demografie
Onderstaande figuur toont het verloop van het inwonertal (bron: INSEE-tellingen).